# Silvina Ocampo
Silvina Inocencia Ocampo Aguirre (Buenos Aires, 28 de juliol de 1903 — 14 de desembre de 1993) va ser una escriptora argentina. Va escriure poesia i relats fantàstics. La seva germana Victoria Ocampo i el seu marit Adolfo Bioy Casares també van ser escriptors i van col·laborar amb Jorge Luis Borges en diverses ocasions. Se la considera una figura fonamental de la literatura argentina del segle xx. Va rebre el Premio Municipal de Literatura (1954) i el Premi Nacional de Poesia (1953 i 1962).

## Obres
- Viaje olvidado (contes), 1937
- Poemas de amor desesperado (poesia), 1949
- Lo amargo por lo dulce (poesia), 1962
- El pecado mortal (antologia), 1966
- Los días de la noche (contes), 1970
- Y así sucesivamente (contes),1987
- Cornelia frente al espejo (contes), 1988